# 코마롬구

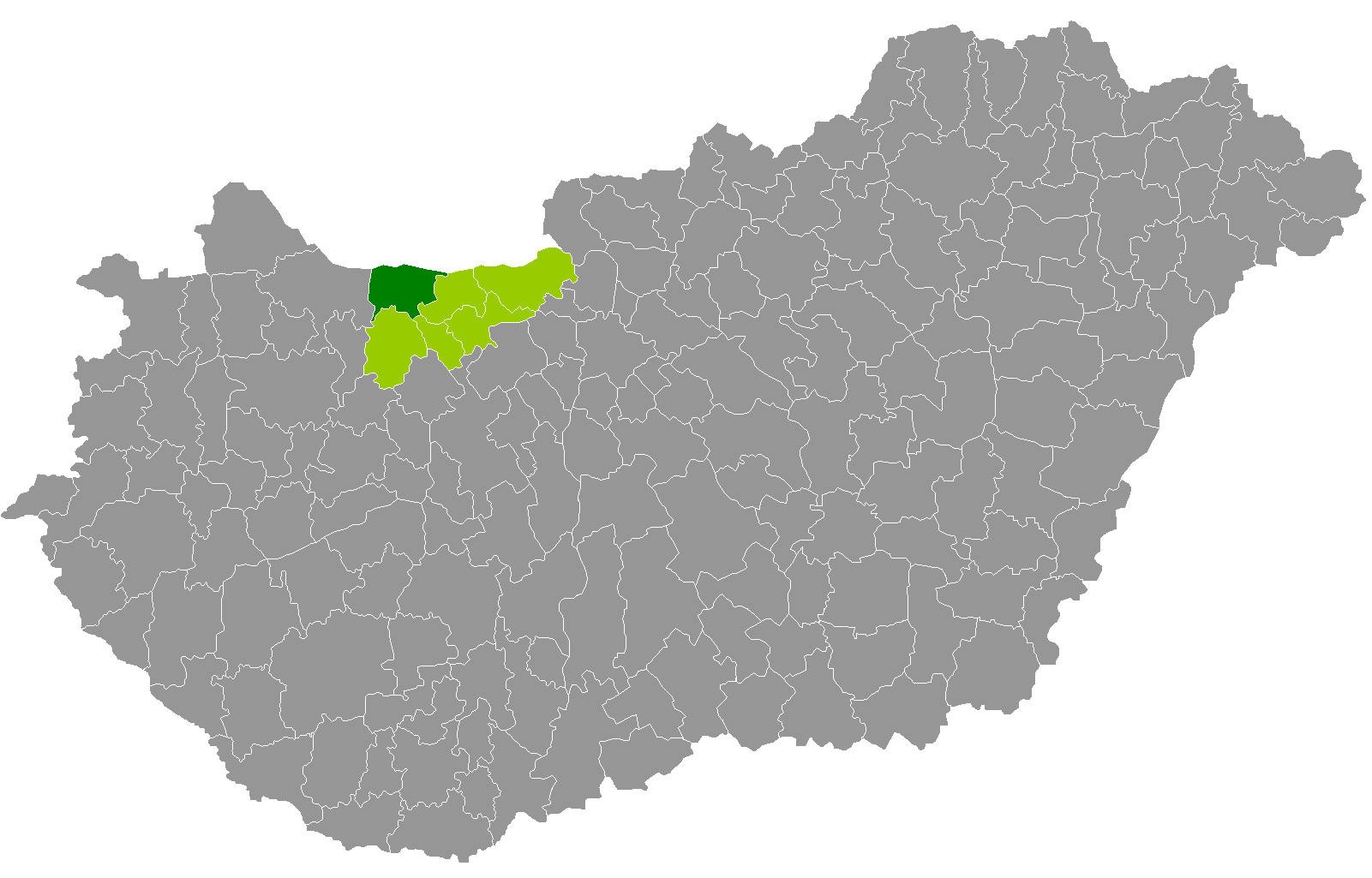
코마롬에스테르곰주 지도에 표시된 코마롬구의 위치

코마롬구(헝가리어: Komáromi járás)는 헝가리 코마롬에스테르곰주에 위치한 구로 구청 소재지는 코마롬이며 면적은 378.78km2, 인구는 39,863명(2011년 기준), 인구 밀도는 105명/km2이다.
동쪽으로는 터터구, 남쪽으로는 오로슬라니구, 키슈베르구, 서쪽으로는 죄르모숀쇼프론주 죄르구와 접하며 북쪽으로는 슬로바키아와 국경을 접한다. 9개 지방 자치체(3개 시, 6개 마을)를 관할한다.

구 문장